# Saint-Sauveur (Alt Saona)
Saint-Sauveur és un municipi francès situat al departament de l'Alt Saona i a la regió de Borgonya - Franc Comtat. L'any 2007 tenia 2.169 habitants.

## Demografia

### Població
El 2007 la població de fet de Saint-Sauveur era de 2.169 persones. Hi havia 796 famílies, de les quals 208 eren unipersonals (100 homes vivint sols i 108 dones vivint soles), 241 parelles sense fills, 278 parelles amb fills i 69 famílies monoparentals amb fills.
La població ha evolucionat segons el següent gràfic:
Habitants censats

### Habitatges
El 2007 hi havia 873 habitatges, 804 eren l'habitatge principal de la família, 6 eren segones residències i 63 estaven desocupats. 684 eren cases i 189 eren apartaments. Dels 804 habitatges principals, 516 estaven ocupats pels seus propietaris, 266 estaven llogats i ocupats pels llogaters i 22 estaven cedits a títol gratuït; 5 tenien una cambra, 40 en tenien dues, 127 en tenien tres, 187 en tenien quatre i 445 en tenien cinc o més. 470 habitatges disposaven pel capbaix d'una plaça de pàrquing. A 414 habitatges hi havia un automòbil i a 269 n'hi havia dos o més.

### Piràmide de població
La piràmide de població per edats i sexe el 2009 era:
| Homes | Edats   | Dones |
| ----- | ------- | ----- |
| 0     | 95 o +  | 0     |
| 8     | 90 a 94 | 12    |
| 8     | 85 a 89 | 12    |
| 12    | 80 a 84 | 12    |
| 36    | 75 a 79 | 32    |
| 40    | 70 a 74 | 52    |
| 32    | 65 a 69 | 60    |
| 44    | 60 a 64 | 68    |
| 40    | 55 a 59 | 36    |
| 88    | 50 a 54 | 44    |
| 60    | 45 a 49 | 60    |
| 64    | 40 a 44 | 60    |
| 112   | 35 a 39 | 52    |
| 104   | 30 a 34 | 88    |
| 112   | 25 a 29 | 68    |
| 100   | 20 a 24 | 44    |
| 88    | 15 a 19 | 76    |
| 48    | 10 a 14 | 44    |
| 60    | 5 a 9   | 40    |
| 48    | 0 a 4   | 44    |

## Economia
El 2007 la població en edat de treballar era de 1.520 persones, 1.128 eren actives i 392 eren inactives. De les 1.128 persones actives 1.021 estaven ocupades (647 homes i 374 dones) i 108 estaven aturades (49 homes i 59 dones). De les 392 persones inactives 132 estaven jubilades, 115 estaven estudiant i 145 estaven classificades com a «altres inactius».

### Ingressos
El 2009 a Saint-Sauveur hi havia 773 unitats fiscals que integraven 1.856,5 persones, la mediana anual d'ingressos fiscals per persona era de 16.111 €.

### Activitats econòmiques
Dels 106 establiments que hi havia el 2007, 1 era d'una empresa extractiva, 3 d'empreses alimentàries, 9 d'empreses de fabricació d'altres productes industrials, 16 d'empreses de construcció, 27 d'empreses de comerç i reparació d'automòbils, 5 d'empreses de transport, 9 d'empreses d'hostatgeria i restauració, 1 d'una empresa d'informació i comunicació, 3 d'empreses financeres, 5 d'empreses immobiliàries, 6 d'empreses de serveis, 15 d'entitats de l'administració pública i 6 d'empreses classificades com a «altres activitats de serveis».
Dels 26 establiments de servei als particulars que hi havia el 2009, 1 era una oficina de correu, 1 una oficina bancària, 2 tallers de reparació d'automòbils i de material agrícola, 1 autoescola, 2 paletes, 3 guixaires pintors, 1 fusteria, 5 electricistes, 1 empresa de construcció, 4 perruqueries i 5 restaurants.
Dels 14 establiments comercials que hi havia el 2009, 1 era un hipermercat, 2 botiges de menys de 120 m², 3 fleques, 1 una fleca, 2 llibreries, 1 una llibreria, 1 una botiga de mobles, 1 una botiga de material esportiu, 1 una botiga de material de revestiment de parets i terra i 1 una joieria.
L'any 2000 a Saint-Sauveur hi havia 9 explotacions agrícoles.

## Equipaments sanitaris i escolars
L'únic equipament sanitari que hi havia el 2009 era una farmàcia.
El 2009 hi havia 1 escola maternal i 1 escola elemental.

## Poblacions més properes
El següent diagrama mostra les poblacions més properes.